# Сельское поселение «Село Бычиха»
Се́льское поселе́ние «Село Бычиха» — муниципальное образование в Хабаровском районе Хабаровского края Российской Федерации.
Административный центр — село Бычиха.

## История
Статус и границы сельского поселения установлены Законом Хабаровского края от 28 июля 2004 года № 208 «О наделении посёлковых, сельских муниципальных образований статусом городского, сельского поселения и об установлении их границ».

## Население
| 2010  | 2011  | 2012  | 2013  | 2014  | 2015  | 2016  |
| ----- | ----- | ----- | ----- | ----- | ----- | ----- |
| 1819  | ↗1825 | ↗2793 | ↘2650 | ↗2724 | ↘2452 | ↘2260 |
| 2017  | 2018  | 2019  | 2020  | 2021  | 2024  | 2025  |
| ↘2107 | ↘2011 | ↘1944 | ↘1914 | ↘1911 | ↘1833 | ↘1826 |

## Состав сельского поселения
| № | Населённый пункт | Тип населённого пункта       | Население |
| - | ---------------- | ---------------------------- | --------- |
| 1 | Бычиха           | село, административный центр | ↘1711     |
| 2 | Новотроицкое     | село                         | ↘200      |